# صدفی‌سای جنوبگان
صدفی‌سای جنوبگان (نام علمی: Colobanthus quitensis) یکی از دو گونه گیاه گلداری است که در قاره جنوبگان می‌روید.
این گیاه در کرانه‌های این قاره و هم‌چنین در جزایر آرکنی جنوبی و جزایر شتلند جنوبی یافت می‌شود.
صدفی‌سای جنوبگان گل‌هایی سفید دارد که تا حدود ۵ سانتیمتر قد می‌کشند. این گیاه بالشتکی دارد که به آن ظاهری خزه‌مانند می‌دهد.
گزارش‌ها بیانگر این است که در پی گرمایش زمین، هم‌اینک رویشگاه صدفی‌سای جنوبی از نظر مساحت پنج برابر سابق شده و رو به سوی جنوب گسترش می‌یابد.
تنها گیاه گلدار دیگر بومی جنوبگان، علف موئین جنوبگان است.